# 성열
성열(聖悅, 1945년 ~ 2023년 11월 4일)은 대한민국의 승려이다. 1972년 취담일현(김명수, 1920-1991)를 은사로 마곡사에 출가하여 승려가 되었다. 1978년 동국대학교 불교대학을 졸업하였고, 1979년 하동 쌍계사에서 비구계를 수지하였다. 1980년 대한불교조계종포교원에서 포교국장을 역임하였다. 1982년 서울역삼동에 강남포교원을 개원하였다. 1983년에는 조계종개혁운동과 민주화 운동에 참여 하였고, 1985년에는 민중불교운동연합(민불련) 지도위원으로 활동했으며 1990년에는 BBS불교방송 자비의 전화를 진행하였다. 조계종포교공로상을 수상하였으며 2008년에는 《고따마 붓다 - 역사와 설화》를 출판했다.
2023년 11월 4일 78세(법랍52년)로 입적했다.